# 黑部的太陽
『黑部的太陽』（くろべのたいよう），1968年的日本電影，本片為木本正次在1964年原作小說改編而成，由三船敏郎旗下的三船製片、以及石原裕次郎的石原製片共同合作的電影。
本片製作規模相當龐大，拍攝期間超過一年，劇組還特地建造一座隧道工地來進行製作，拍攝出洪水倒灌整個隧道工地的大場面，雖然此舉讓不少工作人員、演員、甚至石原裕次郎本身都受了傷，但本片仍深刻反映了日本人在二戰之後在黑部水壩建築工程計畫的一段歷史。

## 劇情概要
富山縣的黑部川發源於北阿爾卑斯，水量豐富且河道落差大，極適合水力發電。第二次世界大戰之前，黑部川已經建有三座發電廠，但戰後日本經濟快速復甦，為了解決關西地區嚴重的電力短缺問題，關西電力決定在黑部川上游建造黑部川第四發電廠。為了運送所需的大量建材，工程將先開拓一條從長野縣大町市到施工現場的道路，其中的關鍵是穿越北阿爾卑斯的大町隧道（現在的關電隧道）。雖然開工後進展非常順利，但在1957年5月發掘到破碎帶，大量的地下湧水與砂土淹沒了隧道，工程被迫停止。在關西電力與施工人員不屈不撓的努力下，以各種方法減少湧水、加固土質，7個月後終於克服破碎帶。隧道貫通後，迎接眾人的是從北阿爾卑斯升起的太陽。

## 演員列表
- 北川（黑四建設事務所・次長）：三船敏郎
- 岩岡（第三工區・熊谷組岩岡班）：石原裕次郎
- 由紀（北川長女）：樫山文枝
- 牧子（北川次女）：日色ともゑ
- 君子（北川三女）：川口晶
- 加代（北川之妻）：高峰三枝子
- 森（第四工區佐藤工業社員）:宇野重吉
- きく（森的妻子）:北林谷榮
- 藤村（第三工區熊谷組・専務）：柳永二郎
- 黑崎（黒四建設事務所・建設部部長）：芦田伸介
- 國木田（第一工区間組・所長代理）：加藤武
- 武本（黒四建設事務所・次長）：信欣三
- 佐山（岩岡班・幹部）：玉川伊佐男
- 大野（第一工區間組・工事課長）：高津住男
- 安部（岩岡班・幹部）：下川辰平
- 醫師：内藤武敏
- 千田（黒四建設事務所・技師）：鈴木瑞穂
- 塚本（第三工區熊谷組・工事課長）：山内明
- 小田切（第四工區佐藤工業・工事課長）：二谷英明
- 吉野（黒四建設事務所・次長）：岡田英次
- 田山（地質學者）：清水將夫
- 平田（關西電力株式会社・黒四建設事務所・所長）：佐野周二
- 太田垣（同社・社長）：滝沢修
- 芦原（同社・常務主任） ：志村喬
- 岩岡源三（岩岡之父）：辰巳柳太郎

## 製作工作人員
- 製片人：三船敏郎、中井景、石原裕次郎
- 原作：木本正次
- 導演：熊井啓
- 編劇：井手雅人、熊井啓
- 音樂：黛敏郎
- 攝影：金宇満司
- 美術：平川透徹、山崎正夫
- 照明：平田光治
- 錄音：安田哲男、紅谷愃一
- 音響效果：杉崎友治郎、橋本正二
- 剪輯：丹治睦夫
- 副導演：片桐直樹
- 製作輔導：銭谷功、小林正彥
- ナレーター：平光淳之助
- 現像：東洋現像所
- 宣傳：日本芸能企画
- 發行：日活株式会社
- 製作協力：石原製片公司
- 製作：三船製片公司
- 製作協同贊助：關西電力、間組、鹿島建設、熊谷組、佐藤工業、大成建設、ブルトーザー工事、日本国土開発、朝日ヘリコプター、小松製作所

## 外部連結
- 黒部の太陽 （页面存档备份，存于）
- 予告篇 （页面存档备份，存于）

Template:熊井啓監督作品